# La Somme athéologique
 (novembre 2015).
Si vous disposez d'ouvrages ou d'articles de référence ou si vous connaissez des sites web de qualité traitant du thème abordé ici, merci de compléter l'article en donnant les références utiles à sa vérifiabilité et en les liant à la section « Notes et références ».
La Somme athéologique est le nom d'un projet de Georges Bataille qui ne fut pas, à proprement parler, mené à son terme. Le titre fait référence à la Somme théologique de Thomas d'Aquin. Bataille entend faire concurrence à la démarche mystique. Il entend mettre en œuvre les conditions d'une expérience de prière sans Dieu, de « supplication » sans objet.
On a communément l'habitude de parler de La Somme athéologique pour évoquer une oeuvre littéraire écrite durant la Seconde Guerre mondiale et inachevée : L'Expérience intérieure, Le Coupable et Sur Nietzsche.
Son œuvre s'inscrit dans une démarche de questionnement, d'un écrivain d'abord lié au christianisme par sa foi, puis par son athéisme, qui se présente comme une rupture. Sa volonté de construire une athéologie, mot constitué de la fusion de théologie accouplée avec un « a » privatif pour souligner le détachement voire un détournement : au lieu de tendre vers Dieu, Bataille tendrait vers le Mal. Ainsi, à propos du jugement de Sartre, qui l'avait traité de « nouveau mystique » dans son compte rendu de L'Expérience intérieure, Bataille considère « qu'il ne l'avait pas volé »,.

## Corpus inachevé
À partir de textes tardifs, présentant des ébauches de plans, on a constaté que Bataille avait visé à structurer son œuvre et à composer des ensembles. On a donc communément l'habitude de parler de La Somme athéologique pour évoquer le triptyque  : L'Expérience intérieure, Le Coupable et Sur Nietzsche - bien qu'il faille y adjoindre L'Alleluiah ou catéchisme de Dianus et Méthode de méditation, moins connus. Si ce corpus est considéré comme appartenant au versant théorique de l'œuvre de Bataille, il faut voir que la littérature et la poésie y occupent une place importante. Quant au court récit érotique Madame Edwarda, il détiendrait, selon l'auteur, la « clef lubrique » de L'Expérience intérieure tandis que Le Petit détiendrait celle du Coupable.

## Éditions
L'ensemble des textes relatifs à cette « somme » sont compilés dans les tomes V & VI des Œuvres complètes dans la collection blanche de Gallimard.